# RHB BDeh 3/6 (25)
De BDeh 3/6 is een elektrisch treinstelen met lagevloerdeel bestemd voor het regionaal personenvervoer van de Rorschach-Heiden-Bergbahn (RHB). Sinds 2006 maakt deze onderneming deel uit van de Appenzeller Bahnen (AB).

## Geschiedenis
Het treinstel werd door Stadler Rail in Bussnang, Schweizerische Lokomotiv- und Maschinenfabrik (SLM) en ADtranz ontwikkeld en gebouwd. In 2009 werd het treinstel volledig gemoderniseerd en in huissteil van de Appenzeller Bahnen gebracht.

## Constructie en techniek
Het treinstel is opgebouwd uit een aluminium frame. Het treinstel heeft een lagevloerdeel in beide delen. Het treinstel kan ook worden bediend met een draagbare afstandsbediening.

## Treindiensten
Het treinstel wordt door de Appenzeller Bahnen in gezet op het traject:
- Rorschach haven - Heiden.

## Foto's

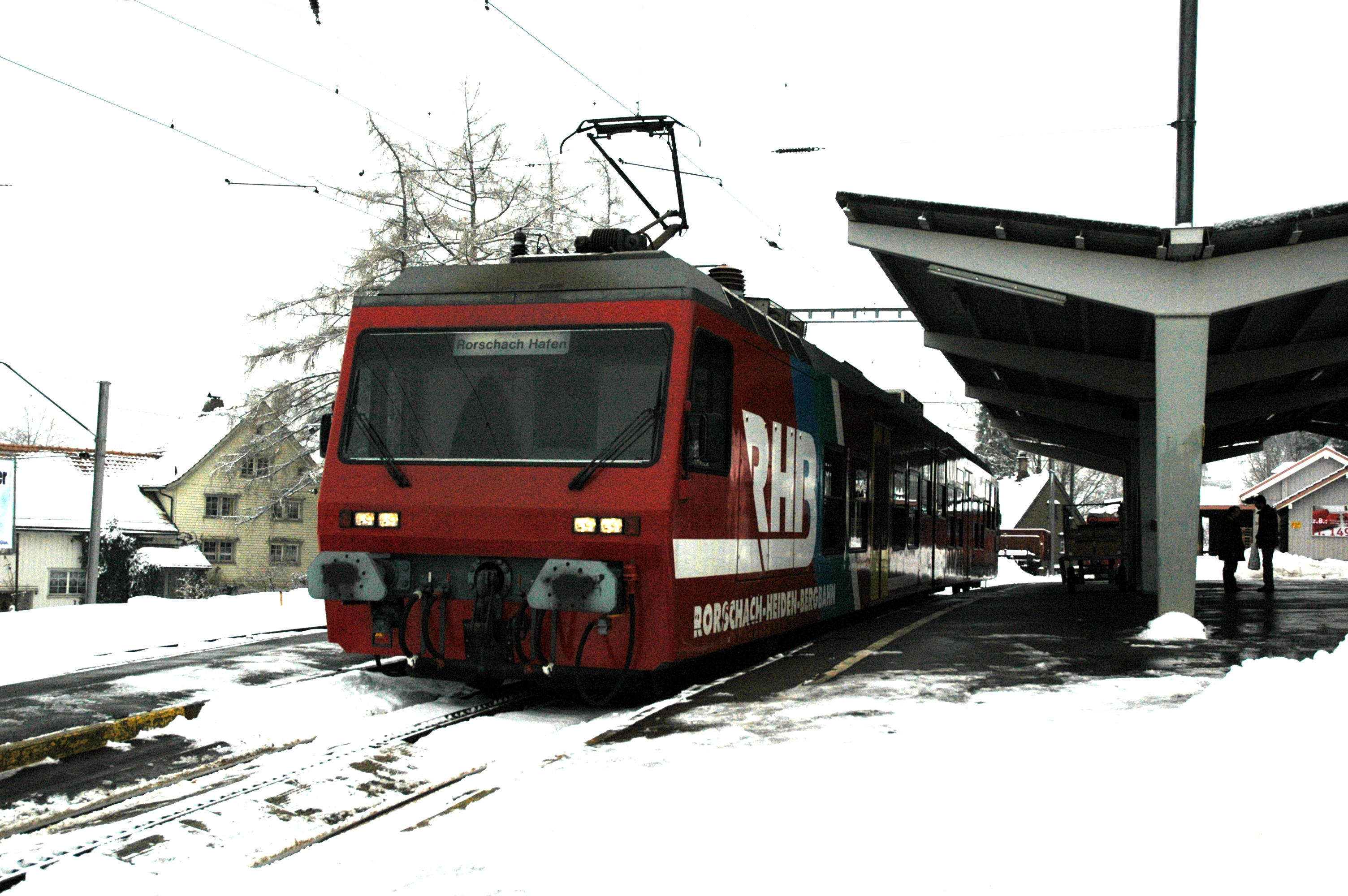
BDeh 25 op 3 januari 2006 te Heiden
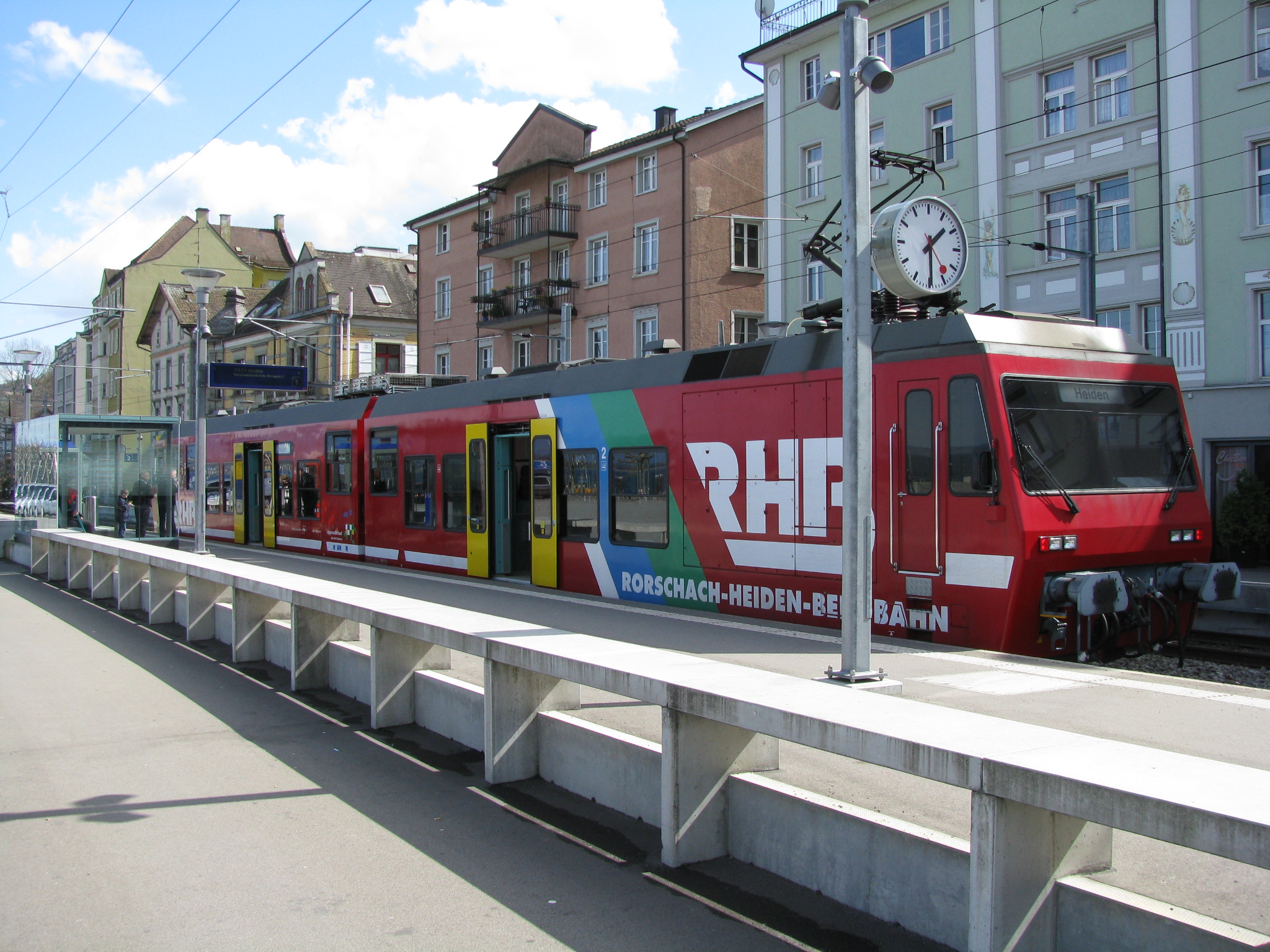
BDeh 25 op 29 maart 2008 te Rorschach haven